# Рінгштрассе

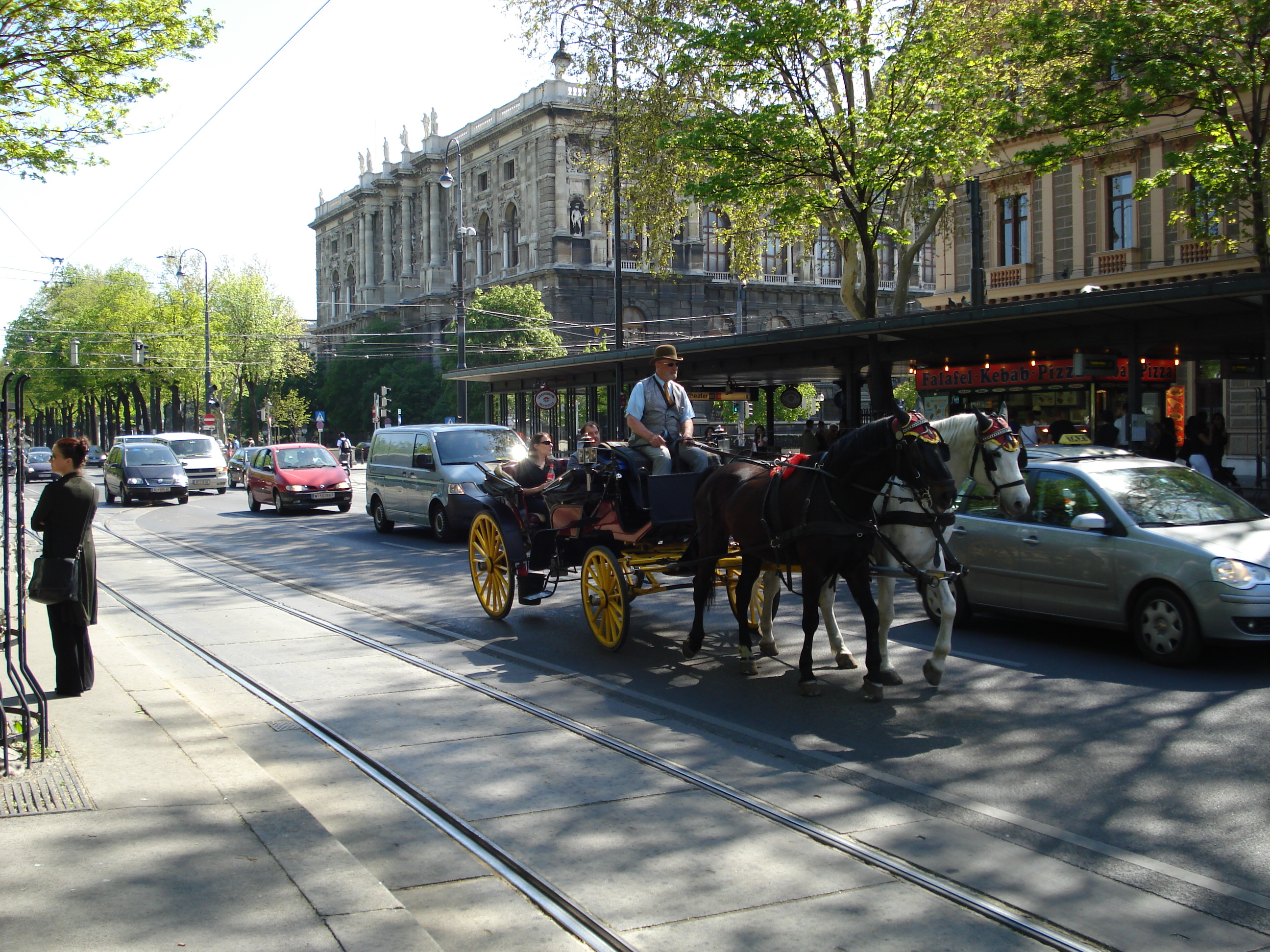
Доктор-Карл-Реннер-Рінг

Рінгштрасе (нім. Ringstraße; букв. «Кільцева вулиця») — велика вулиця в Відні, що оперізує центральний район — Внутрішнє місто.

## Історія
Рінгштрассе прокладена на місці старих міських стін Відня, які були зведені в 13 столітті і посилені після турецької облоги 1529. Укріплення втратили військовий сенс вже в кінці 18 століття. Революція 1848 року дала поштовх до помітних змін.
В 1850 році передмістя Відня були приєднані до міста і стали його районами з другого по дев'ятий. В результаті, стіни перетворилися на активну перешкоду для руху вже всередині міста. У 1857 році імператор Франц Йосиф I видав знаменитий декрет «Це моя воля» (Es ist Mein Wille), наказавши розібрати міські стіни й засипати рів. Крім того, декрет передбачав розмір нової Рінгштрассе, а також розміщення і функцію будівель на ній. Бульвар і будівлі замислювалися як показник величі Габсбургів та Австро-Угорської імперії. З практичнішого боку, створення Рінгштрассе копіювало досвід Наполеона III, чиє створення бульварів в Парижі показало, що настільки широкі вулиці не дають революціонерам споруджувати на них барикади.
У наступні роки вздовж нової Рінгштрассе було зведено безліч величних приватних і громадських будівель (як от, наприклад, величну будівлю австрійського парламенту).
Уздовж вулиці прокладені трамвайні колії.

## Секції вулиці
Рінгштрассе складається з декількох секцій і оперізує центр міста практично з усіх боків, крім північного сходу, де замість Рінгштрассе вздовж Донауканалу проходить набережна Франца-Йосипа (Franz-Josefs-Kai). Секції Рінгштрассе починаючи з північного кінця набережної Франца-Йосифа і проти годинникової стрілки:
- Шоттенрінг (Schottenring);
- Доктор-Карл-Люгер-Рінг (Dr.-Karl-Lueger-Ring);
- Доктор-Карл-Реннер-Рінг (Dr.-Karl-Renner-Ring);
- Бургрінг (Burgring);
- Опернрінг (Opernring);
- Кернтнер Рінг (Kärntner Ring);
- Шубертрінг (Schubertring);
- Паркрінг (Parkring);
- Штубенрінг (Stubenring)

| Прапор Австрії | Це незавершена стаття про Австрію. Ви можете допомогти проєкту, виправивши або дописавши її. |